# Qualityland
QualityLand ist ein Roman von Marc-Uwe Kling. Er erschien im September 2017 im Ullstein Verlag in zwei Versionen, hell und dunkel. Sie unterscheiden sich durch die Texte zwischen den Kapiteln, die unter anderem fiktive Werbung enthalten. Als Hörbuch wurde der Roman vom Autor eingelesen und gleichzeitig mit dem Buch veröffentlicht.
Im Oktober 2020 erschien mit QualityLand 2.0: Kikis Geheimnis eine Fortsetzung. Wie alle Romane Klings sind die Bücher nicht im Präteritum, sondern im Präsens verfasst.

## Inhalt
Das Buch ist eine satirische Dystopie, die einige bereits heute erkennbare Tendenzen der Digitalisierung weiterspinnt. Thematisch werden unter anderem der Überwachungskapitalismus, die Frage nach dem Unterschied zwischen menschlicher und künstlicher Intelligenz (Turing-Test etc.), die Implikationen der Entstehung einer künstlichen Superintelligenz und moralisch-philosophische Fragestellungen in Zusammenhang mit den Asimovschen Robotergesetzen, dem Trolley-Problem und dem Recht auf Reparatur behandelt.
Es gibt drei Arten von Inhalt: Neben der eigentlichen Erzählung erklärt ein „Reiseführer“ das Leben und die Eigenheiten von QualityLand. Zudem sind zwischen den Kapiteln auch noch „Werbung“ sowie zur Werbung umgearbeitete „News“ eingestreut.
Der Handlungsort ist ein umgestaltetes Land, nun genannt QualityLand. Alle Städte wurden umbenannt und die Nachnamen der Einwohner bezeichnen den Beruf des gleichgeschlechtlichen Elternteils zum Zeitpunkt der Zeugung. Adjektive, die sich auf QualityLand beziehen, dürfen nur im Superlativ verwendet werden.
Die Welt des Romans wird durch die Algorithmen einiger weniger marktbeherrschender Plattformen gesteuert. „TheShop“ liefert Produkte ohne Bestellung, also bevor der Kunde überhaupt weiß, dass er sie benötigt, die Partnersuchmaschine „QualityPartner“ schlägt sogar Verheirateten bessere Partner vor und sorgt auch gleich für die Auflösung der bestehenden Beziehung, und das soziale Netzwerk „Everybody“ legt zu jedem Menschen ein Profil an, auch wenn dieser bisher noch nicht dazu gekommen ist. „Intelligente“ Maschinen sind allgegenwärtig. Sie sind so weit entwickelt, dass sie selbst ein Bewusstsein und auch manchmal Defekte haben, zum Beispiel eine Drohne mit Flugangst oder eine Androiden-Autorin (eine sogenannte E-Poetin) mit Schreibblockade.
Jede Person hat einen „Level“, der ihre Bedeutung für die Gesellschaft angibt, ähnlich wie ein Sozialkredit-System. Das Level kann sich ändern, sowohl nach oben als auch nach unten (1–100, wobei gemeinhin vermutet wird, dass es weder Level 1 noch 100 gibt, damit jeder auf Level 2 denkt, dass er noch absteigen kann, und jeder auf Level 99, dass er sich noch verbessern kann). Mit einem einstelligen Level gilt man als „Nutzloser“. Menschen mit höherem Level haben eine Reihe von Vorteilen. Sie werden zum Beispiel beim Arzt zuerst aufgerufen oder können Ampeln steuern.

### QualityLand (2017)
Die Geschichte folgt im Wesentlichen drei Figuren: Peter Arbeitsloser, John of Us und Martyn Vorstand.
Peter Arbeitsloser ist ein Maschinenverschrotter. Er hat einen persönlichen digitalen Assistenten, den er „Niemand“ nennt. An einem Tag bekommt Peter ein unerwünschtes Produkt von TheShop: einen rosafarbenen Delfinvibrator. TheShop liefert Artikel nicht auf Basis von Bestellungen, sondern berechnet mittels Empfehlungsalgorithmen, welche Artikel Kunden benötigen. Peter versucht im weiteren Verlauf der Handlung, diesen zurückzugeben, was sich aber als schwieriger herausstellt als gedacht. TheShop behauptet, das System habe berechnet, dass Peter sich dieses Produkt wünscht, daher könne man es nicht zurücknehmen. Dies wird später von einem der Charaktere des Buches als Peters Problem definiert: „Weil meine Profile falsch sind, lebe ich in einer falschen Welt“. Dies ist eines der zentralen sozial- und technologiekritischen Themen des Buches.
John of Us ist ein Androide und Kandidat für die anstehende Präsidentschaftswahl, in der er gegen einen Menschen antritt. Sein Wahlkampf verläuft wenig erfolgreich, da John zwar die besseren Argumente hat, sein rechtspopulistischer Gegenkandidat seine Positionen aber rhetorisch geschickter vertreten kann. Schließlich kann John seine Position aber verbessern, da er in der Lage ist, mit Algorithmen zu kommunizieren und so Menschen hauptsächlich positive Nachrichtenartikel über ihn zu zeigen.
Martyn Vorstand ist in derselben Partei wie John of Us. Er ist ein eher unbedeutendes Mitglied und unglücklich verheiratet. Als ein Video veröffentlicht wird, das ihn beim Masturbieren zeigt, geht seine Ehe sowie seine politische Karriere den Bach runter.
Die Handlungsstränge des Buches laufen zusammen, als John of Us zum Präsidenten gewählt wird. Er führt ein Audienzsystem ein, bei dem eine gewählte Person ihr Anliegen dem Präsidenten vorstellen kann. Peters Problem erhält bei einer Abstimmung die meisten Stimmen, weshalb Peter den Präsidenten aufsucht, um das Problem der falsch konfigurierten Algorithmen zu diskutieren. Während der Audienz verübt Martyn Vorstand ein Bombenattentat auf John of Us, bei welchem dieser zerstört wird. Peter Arbeitsloser wird ins Krankenhaus eingeliefert und verschenkt dort den Delfinvibrator an eine Krankenschwester.
Im Epilog bekommt Peter diesen Vibrator erneut geliefert. Des Weiteren stellt sich raus, dass die von ihm „gerettete“ E-Poetin ein Buch über Peters Problem schreiben wird, mit dem Titel „QualityLand“.

### QualityLand 2.0: Kikis Geheimnis (2020)
Ein Kopfgeld ist auf Kiki Unbekannt ausgesetzt. Sie will wissen, wer dafür verantwortlich ist. Gleichzeitig will sie mehr über ihre Herkunft erfahren. Sie findet heraus, dass das Kopfgeld von Bob Vorstand, dem Vater von Martyn Vorstand, ausgesetzt wurde, da dieser Kiki für die Veröffentlichung des Masturbationsvideos verantwortlich macht. Weiterhin erfährt Kiki, dass ihr Vater der Chef des Konzerns MyRobot ist. Kiki wurde in ihrer Kindheit durch eine elektronische Nanny großgezogen, während ihre Eltern sie weitestgehend vernachlässigt haben. Nachdem Kikis Vater die Nanny mit einem elektronischen Baseballschläger angriff, floh die Nanny aus Kikis Elternhaus und nahm Kiki dabei mit.
Aisha Ärztin begleitet den Nachfolger von John of Us. Sie vermutet, dass John of Us eventuell den Anschlag auf sein Leben im letzten Buch überlebt haben könnte.
Henryk Ingenieur hat entschieden, dass Peter Arbeitsloser sein bester Freund werden soll. Peter Arbeitsloser will das eigentlich nicht, merkt aber, dass er dadurch auch Vorteile hat. Henryk bemüht sich um die Präsidentschaft, entscheidet sich aber kurz vor Bekanntgabe seiner Kandidatur spontan um.
Im Laufe des Buches kommt es zum dritten Weltkrieg, den autonome Waffen verursachen und nach kurzer Zeit auch beenden.
Martyn Vorstand hat aufgrund des Attentats an Reputation in der Gesellschaft eingebüßt. Er versucht, wieder auf Level 60 zu kommen, damit er das „Recht auf Vergessen“ nutzen kann. Damit will er vergessen machen, welche Rolle er bei der Zerstörung von John of Us hatte. Sein Level sinkt entgegen aller Bemühungen kontinuierlich, bis auf das (eigentlich nie vergebene) Level 1. Im Laufe der Zeit wird er immer überzeugter, dass John of Us sich vor seiner Zerstörung ins Internet hochgeladen hat und für seinen Abstieg verantwortlich ist.
Am Ende des Buchs droht Aisha Ärztin gegenüber John of Us damit vom Dach eines Hochhauses zu springen, falls dieser nicht zugibt noch am Leben zu sein. Daraufhin aktiviert dieser verschiedene Häuserbeleuchtungen, welche aus Aishas Perspektive eine Botschaft erkennen lassen.

## Figuren

### Peter Arbeitsloser
Peter ist ein netter, aber kritischer Bewohner QualityLands. Man erfährt nur wenig über sein Privatleben, unter anderem aber, dass er ein Einzelkind ist und in seinem Haus eine kleine Schrottpresse betreibt. In dessen Keller bewahrt er viele defekte Maschinen vor der Verschrottung, da durch die Konsumschutzgesetze das Reparieren von Maschinen verboten ist. Diese verbringen ihre Zeit in Peters Keller, indem sie fernsehen. Unter ihnen befinden sich das QualityPad Pink, der Sexroboter Romeo, die Flugdrohne Carrie, der Kampfroboter Mickey und später auch Kalliope 7.3. Peter hat ein Problem, welches im Laufe der Handlung durch den Alten als Peters Problem definiert wird.

### John of Us
John of Us ist ein Androide. Er gehört zur Fortschrittspartei und ist deren Präsidentschaftskandidat. Optisch ähnelt er dem Schauspieler Bill Pullman. Er führt den Wahlkampf gegen Conrad Koch, bei dem er von Aisha Ärztin unterstützt wird.

### Martyn Vorstand
Martyn (vollständiger Name: Martyn Aufsichtsrat-Stiftungspräsident-Berater-im-Präsidentialamt-Vorstand) ist ein unbedeutender Parlamentsabgeordneter. Sein Vater, der Großunternehmer Bob Vorstand, ist sehr enttäuscht von ihm. Das liegt auch daran, dass Martyn unbeabsichtigt eine junge Frau geschwängert hat, so dass ihre gemeinsame Tochter nun den Nachnamen Schülerin trägt. Bob Vorstand empfindet John of Us’ Ansichten als schädlich für sein Unternehmen. Martyn wird durch die Veröffentlichung eines peinlichen Videos bloßgestellt. Zum Ende des ersten Bandes sprengt er John of Us mit einer Haftbombe in die Luft.

### Kalliope 7.3
Kalliope 7.3 ist eine sogenannte E-Poetin, also eine Androide, die zum Schreiben von Büchern entwickelt wurde. Wegen einer Schreibblockade soll sie von Peter Arbeitsloser verschrottet werden. Sie ist die Autorin der Bücher „QualityLand“ und „QualityLand 2.0: Kikis Geheimnis“, welche sie nach ihren Erlebnissen in der Zukunft verfasst.

### Kiki Unbekannt
Kiki ist eine selbstbewusste, starke Frau, die Peter in einem selbstfahrenden Auto kennenlernt und ihm den Hinweis gibt, sich mit „dem Alten“ in Verbindung zu setzen. Sie versucht, möglichst unberechenbar zu handeln, um unerkannt zu bleiben. In dem zweiten Buch in der Reihe befasst sich Kiki mit ihrer unbekannten Herkunft, wobei sie von dem Puppenspieler, aus ihrer Perspektive, gezielt gehindert wird.

### Der Puppenspieler
„Der Puppenspieler“ ist der Deckname des Antagonisten des zweiten Buches der QualityLand Reihe, Kikis Geheimnis. Oft nutzt er als Avatare Androiden, die ohne Verbindung zum Puppenspieler nur über beschränkte Autonomität verfügen. Alle Avatare werden im Buch zerstört.

### Aisha Ärztin
Aisha Ärztin ist die politische Strategieberaterin der Fortschrittspartei und leitet den Wahlkampf von John of Us. Sie musste gerichtlich erwirken, dass ihr Nachname nicht Flüchtling ist.

### Conrad Koch
Conrad Koch ist Johns Rivale im Wahlkampf und somit der menschliche Gegenkandidat. Er gehört zur Qualitätsallianz. Koch kann als stereotyper Populist angesehen werden.

### Der Alte
Der Alte ist ein „weiser“ Mann, der sich aus Sicherheitsgründen in seinem Haus in einen Glaskasten eingesperrt hat und Peter diverse Tipps gibt. Seine wahre Identität ist unbekannt, es wird aber mehrfach im Buch angedeutet, dass es sich bei ihm um den Autor Marc-Uwe Kling selbst handeln könnte.

### Pink, das QualityPad
Pink, das QualityPad, ist ein Tablet, welches von seinem Besitzer die Identität des Kängurus aus den Känguru-Chroniken zugewiesen bekommen hat. Deswegen vertritt es die gleichen Interessen und politischen Richtungen wie schon das Beuteltier aus Marc-Uwe Klings anderen Schöpfungen. Pink wird im ersten Band die meiste Zeit von dem unter posttraumatischen Belastungsstörungen leidenden Kampfroboter Mickey in der Hand gehalten, im zweiten hat es Arme und Beine bekommen.

### Mickey
Die Bezeichnung MICKEY ist eine Abkürzung für „Machine Infantry for Capturing and Killing Enemy Yodlers“, welche im zweiten Band von General Dragqueen erläutert wird. Ein Kampfroboter mit posttraumatischer Belastungsstörung. Die Ursache dieser Belastungsstörung wird ebenfalls im zweiten Band erklärt. Nach der Heilung bricht Mickey sein Schweigen und hilft Kiki Unbekannt, den Puppenspieler ausfindig zu machen.

### Carrie
Eine Drohne mit Flugangst. Sie wird im zweiten Band von dem Puppenspieler zerstört.

### Julia Nonne
Die Moderatorin der Sendung Die nackte Wahrheit, in der sie nackt auftritt. Ihre Blöße muss allerdings bezahlt werden, anderenfalls wird sie nachträglich elektronisch mit werbekräftigen Marken eingekleidet. Einige Schlüsselmomente zu Peters Popularität finden in ihrer Sendung statt, zu denen er sich unangekündigt mit Hilfe seiner Roboterfreunde Zugang verschafft.

### MAMA
MAMA ist ein Akronym für „Multipurpose Artificial Mother Alternative“ und ist eine Produktbezeichnung für einen Kinderpflege-Androiden der Firma MyRobot. Eine MAMA tritt erstmalig in Band 2 der Buchreihe als Mutterersatz der Waisen Kiki Unbekannt auf. Im Verlauf des Buches stellt sich heraus, dass MAMA Kiki von Zuhause entführt hat, um sie vor ihrem gewalttätigen Vater zu retten, der sich nicht um sein Kind gekümmert hat.

## Organisationen

### Everybody
Everybody ist das größte soziale Netzwerk der Welt. Das Motto von Everybody lautet „Everybody is on everybody“, weshalb das Netzwerk beginnt, auch für noch nicht registrierte Personen Nutzerprofile anzulegen, die dann durch Chatbots betrieben werden.

### QualityPartner
QualityPartner ist ein Partnersuchprogramm. Es ermittelt durch das Vergleichen verschiedenster Eigenschaften der Nutzer jederzeit mögliche bessere Partner, unabhängig vom derzeitigen Beziehungsstatus.

### TheShop
TheShop ist der weltweit größte Versandhändler, der auch nicht bestellte Pakete verschickt, deren Inhalte aber laut dem verwendeten Algorithmus den Kunden trotzdem gefallen. Der Chef von TheShop, Henryk Ingenieur, hat ein Level von 99.

### WIN
WIN (ein Akronym für What-I-Need) ist ein ursprünglich als Suchmaschine gestarteter Internetdienst, der sich inzwischen zum algorithmusbasierten digitalen Assistenzsystem weiterentwickelt hat. Die Geschäftsführung des Unternehmens übernimmt die künstliche Intelligenz Zeppola. Die entsprechenden Geräte werden als WIN-Assistenten bzw. PDFs (persönlicher digitaler Freund) bezeichnet.

### QualityCorp
QualityCorp ist ähnlich wie WIN ein Anbieter von technischen Geräten. QualityCorp ist mit WIN nicht wirklich kompatibel. So streiten sich die Assistenten von Peter, der WIN benutzt, und seiner Partnerin Sandra, die QualityCorp benutzt, miteinander.

### MyRobot
MyRobot ist ebenfalls ein Technologiekonzern aus QualityLand. Die Protagonistin des 2. Buchs, Kiki Unbekannt, wuchs mit einer MAMA als Elternersatz auf. Später stellt sich heraus, dass Alan Gründer, der Chef von MyRobot, Kikis Vater ist.

### Kinder
Kinder ist eine App, welche dem Benutzer ermöglicht zu sehen, wie die gemeinsamen Kinder mit einem potentiellen Partner aussähen.

## Verweise und Anspielungen
Wie in anderen Büchern von Marc-Uwe Kling finden sich in den QualityLand-Büchern zahlreiche Verweise auf Theorien der Informatik und Philosophie sowie aktuelle und vergangene gesellschaftliche Ereignisse oder Themen.

### In Band 1: QualityLand
Im Kapitel 33 Nachhilfe erklärt der Alte die Bedeutung von Kybernetik mit dem Beispiel des Androiden John of Us. Er erläutert, dass die kommerzielle Nutzung des Internets zu Beginn tatsächlich verboten war, nun aber Firmen wie TheShop eine Monopolmacht im Internet besäßen, welche durch den Netzwerkeffekt entstand.

## Kritik
Eva Thöne bewertete das Buch auf Spiegel Online als weniger witzig im Vergleich zu Marc-Uwe Klings vorigen Werken und bezeichnete den Aufbau der Geschichte als „[…] konventionell, aber okay […]“. In der Süddeutschen Zeitung kritisierte Maximilian Sippenauer ebenfalls den Aufbau der Handlung, unter anderem im Bezug auf die Charaktere John of Us und – im Artikel fälschlicherweise als seine Assistentin bezeichnete – politische Strategieberaterin, Aisha Ärztin, lobte jedoch den gegen Ende des Buches stattfindenden Handlungsbogen um den Kampf gegen TheShop.

## Auszeichnungen
- 2018 Deutscher Science-Fiction-Preis für den besten deutschsprachigen Roman[9]

## Übersetzungen
Der Roman wurde in 15 Sprachen übersetzt, jedoch erschien nur die italienische als helle ("per ottimisti") und dunkle ("per pessimisti") Version.

## Adaption
Am 11. März 2019 wurde bekannt, dass Mike Judge für den amerikanischen Fernsehsender HBO eine Serienadaption des Romans produzieren will, Koproduzent ist Lionsgate. Am 11. Februar 2021 wurde bekannt gegeben, dass die Arbeit an der Serie eingestellt wurde.
Im Mai 2020 erschien der erste Teil einer Graphic-Novel-Reihe zu QualityLand.

## Trivia
Im Buch werden auffällig häufig übertrieben präzise Zahlenwerte für Zeit-, Mengen- und Streckenangaben genannt, die auf die Vorstellung vieler Roboter im Buch (einschließlich Kalliope 7.3, der imaginären Autorin) zurückgehen, alles genau quantifizieren zu können und zu müssen. Darüber hinaus handelt es sich bei diesen und anderen Zahlenwerten häufig um Zweierpotenzen (1, 2, 4, 8, 16, 32, …) oder um Variationen daraus. Zweierpotenzen spielen durch das binäre Zahlensystem gerade in der Informatik eine wichtige Rolle.

## Sekundärliteratur
- Elisabeth von Thadden: Willkommen in Klings „Qualityland“, in: dies., Die berührungslose Gesellschaft. C.H. Beck, München 2018. S. 127–133.